# Inbal Perlmuter
 (juillet 2024).
Si vous disposez d'ouvrages ou d'articles de référence ou si vous connaissez des sites web de qualité traitant du thème abordé ici, merci de compléter l'article en donnant les références utiles à sa vérifiabilité et en les liant à la section « Notes et références ».
 (novembre 2024).
Inbal Perlmuter (hébreu : ענבל פרלמוטר), née le 15 janvier 1971 à Rehovot, en Israël, et morte le 1er octobre 1997 à Rishon LeZion, est une auteure-compositrice-interprète, guitariste, compositrice et parolière israélienne, et membre fondateur du groupe Ha-Mechashefot (« Les Sorcières »),.

## Biographie
Elle commence sa carrière musicale en 1992 en fondant, avec Ifat Netz et Yael Cohen, le groupe Ha-Mechashefot. Elle continue à produire des œuvres solo et de nombreuses collaborations, tant en Israël qu'à l'étranger.
Inbal Perlmuter meurt dans un accident de voiture à l'âge de 26 ans. L'album Haklatot ahronot sort à titre posthume en 1998.